# 8622 Mayimbialik
A 8622 Mayimbialik (ideiglenes jelöléssel (8622) 1981 EM8) a Naprendszer kisbolygóövében található aszteroida. Schelte J. Bus fedezte fel 1981. március 1-jén.